# Typical
Albums de Peter Hammill
This
(1998) None of the Above
(2000)
Typical est un album Live de Peter Hammill, sorti en 1999.

## Liste des titres
1. My Room
2. Curtains
3. Just Good Friends
4. Too Many of my Yesterdays
5. Vision
6. Time to Burn
7. The Comet, the Course, the Tail
8. I will find you
9. Ophelia
10. Given Time
11. Modern
12. Time for a Change
13. Patient
14. Stranger Still
15. Our Oyster
16. Shell
17. A Way Out
18. Traintime
19. The Future Now